# Fundulopanchax walkeri
Fundulopanchax walkeri är en fiskart som först beskrevs av Boulenger, 1911.  Fundulopanchax walkeri ingår i släktet Fundulopanchax och familjen Nothobranchiidae. IUCN kategoriserar arten globalt som nära hotad. Inga underarter finns listade i Catalogue of Life.